# Выдача казаков
Вы́дача казако́в в Ли́енце и Юденбу́рге (в литературе русского зарубежья известна как «Великое Предательство» и «бойня в Лиенце») — насильственная выдача в 1945 году англичанами и американцами властям СССР — казаков, воевавших на стороне Германии во время Второй мировой войны (преимущественно находились в составе частей Казачьего Стана и 15-го казачьего кавалерийского корпуса ВС КОНР (до апреля 1945 - 15-й казачий кавалерийский корпус СС), по разным источникам от 45 до 60 тыс. человек), а также беженцев (женщин, детей, стариков), ушедших с немцами с Терека, Кубани и Дона.
Согласно договорённостям Ялтинской конференции, англо-американские союзники обязались выдать СССР после окончания войны всех перемещённых лиц, бывших гражданами СССР на 1939 год. Союзники перевыполнили свои обязательства, выдав и значительную часть эмигрантов первой волны, которые не были советскими гражданами.
Основные события разворачивались в австрийском городе Лиенце, долине реки Драва, а также в Юденбурге и др.
Акция сопровождалась большим количеством жертв.

## Обстоятельства выдачи
6 мая[уточнить] почти все казачьи части Стана в тяжёлых погодных условиях перешли обледенелый альпийский перевал Плекенпасс, пересекли итальянско-австрийскую границу и вышли в район Обердраубурга. 10 мая в Восточный Тироль пришли ещё 1400 казаков из резервного полка под командованием генерала А. Г. Шкуро. К этому времени Казачий Стан достиг города Лиенца и расположился на берегах реки Дравы по всей долине до города Обердраубург; штаб Доманова разместился в гостинице Лиенца, штаб Краснова расположился в селе Амлах (в 5 км от Лиенца).
18 мая в долину Дравы пришли англичане и приняли капитуляцию. Казаки сдали почти всё оружие и были распределены в нескольких лагерях в окрестностях Лиенца.
Первоначально 28 мая, обманом, под видом вызова на «конференцию», англичане изолировали от основной массы и выдали органам НКВД около 1500 офицеров и генералов(по другим данным — 2756 человек).
С семи часов утра 1 июня казаки собрались на равнине за оградой лагеря Пеггец вокруг полевого алтаря, где проводилось траурное богослужение. Когда настал момент причащения (причащали одновременно 18 священников), появились британские войска. Британские солдаты бросились на толпу сопротивлявшихся казаков, избивали и кололи штыками, пытаясь загнать в машины. Стреляя, действуя штыками, прикладами и дубинками, они разорвали заградительную цепь безоружных казачьих юнкеров. Избивая всех без разбора, бойцов и беженцев, стариков и женщин, втаптывая в землю маленьких детей, они стали отделять от толпы отдельные группы людей, хватать их и бросать в поданные грузовики.
Выдача казаков продолжалась до середины июня 1945 года. К этому времени из окрестностей Лиенца в СССР было депортировано свыше 22,5 тыс. казаков и кавказцев, в том числе как минимум 3 тыс. старых эмигрантов. Более 4 тыс. человек бежало в леса и горы. Не менее тысячи погибли во время операции британских войск 1 июня.
Помимо Лиенца из лагерей, расположенных в районе Фельдкирхен — Альтхофен, в советскую зону было вывезено около 30—35 тысяч казаков из состава 15-го казачьего корпуса, который с боями в полном порядке прорвался в Австрию из Югославии (по данным К. Александрова — более 20 тысяч человек).
Всего английскими оккупационными властями, по данным немецкого историка Йоахима Хоффманна, из различных лагерей в Австрии было выдано около 60 тысяч казаков-военнослужащих и беженцев.
Историк Михаил Шкаровский приводит следующие цифры со ссылкой на архивные документы (в частности, на доклад начальника войск НКВД 3-го Украинского фронта Павлова от 15 июня 1945 года): с 28 мая по 7 июня советская сторона получила от англичан из Восточного Тироля 42 913 человек (38 496 мужчин и 4417 женщин и детей), из них 16 генералов, 1410 офицеров, 7 священников; в течение следующей недели англичане поймали в лесах 1356 убежавших из лагерей казаков, 934 из них 16 июня были переданы органам НКВД; отмечаются отдельные самоубийства и ликвидация НКВД на месте 59 человек как «предателей родины».

## Предыстория
По мнению ряда историков, основная причина, почему многие казаки воевали на стороне Германии — политика геноцида по отношению к целой группе русского народа, проводимая большевиками с 1919 года.

Репрессированными признаются народы (нации, народности или этнические группы и иные исторически сложившиеся культурно-этнические общности людей, например казачество), в отношении которых по признакам национальной или иной принадлежности проводилась на государственном уровне политика клеветы и геноцида, сопровождавшаяся их насильственным переселением, упразднением национально-государственных образований, перекраиванием национально-территориальных границ, установлением режима террора и насилия в местах спецпоселения.
— Ст. 2 Закона РСФСР «О реабилитации репрессированных народов»
См.: «Расказачивание», также: «Коллективизация в СССР», «Голод в СССР (1932—1933)».

### Событийная канва
1919 год

Из Директивы ЦК РКП(б) «Ко всем ответственным товарищам, работающим в казачьих районах»:
…Провести массовый террор против богатых казаков, истребляя их поголовно; провести беспощадный массовый террор по отношению ко всем казакам, принимавшим какое-либо прямое или косвенное участие в борьбе с Советской властью…

…"Освобождая" казачьи земли для переселенцев, в станицах расстреливали в сутки по 30―60 человек. Только за 6 дней в станицах Казанской и Шумилинской расстреляно свыше 400 человек. В Вёшенской — 600. Так начиналось «расказачивание»…

…казак Самбуровской станицы Северо-Донского округа Бурухин, когда ночью пришли хлебозаготовители, «вышел на крыльцо в полной парадной казачьей форме, при медалях и крестах и сказал: „Не видать советской власти хлеба от честного казака“»…

Восстание станицы Тихорецкой на Кубани, 1932 год

…Повстанцы оказали отчаянное сопротивление. Каждая пядь земли защищалась ими с необычайным ожесточением… Несмотря на недостаток оружия, численное превосходство неприятеля, на большое число раненых и убитых и недостачу продовольствия и военных припасов, восставшие держались в общем 12 дней и только на тринадцатый день бой по всей линии прекратился… Расстреливали днём и ночью всех, против кого были малейшие подозрения в симпатии к восставшим. Не было пощады никому, ни детям, ни старикам, ни женщинам, ни даже тяжко больным…

1941 год

…В первом же бою перешёл на сторону немцев. Сказал, что буду мстить за всех родных, пока я жив. И я мстил…

1942 год

…Летом 1942 года пришли немцы с казаками. Стали формировать добровольческий казачий полк. Я первым в станице стал добровольцем 1-го казачьего полка (1-й взвод, 1-я сотня). Получил кобылу, седло и сбрую, шашку и карабин. Принял присягу на верность батюшке Тихому Дону… Отец и мать похвалили и гордились мною…

### Статистические данные
По состоянию на 1916 год, казаков Дона, Кубани и Терека было 3 млн. 117 тыс. чел. (70,3 % от 4,4 млн казаков России), воевало из них 208 тыс. чел. (72,8 % служилых казаков России), 6,5 % от казачьего населения юга России:
Донские казаки — 1 млн. 495 тыс. чел. (33,7 % российского казачества), воевало из них 100 тыс. чел. (35,0 % служилых казаков России);
Кубанские казаки — 1 млн. 367 тыс. (30,8 %), воевало 90 тыс. чел. (31,5 %);
Терские казаки — 255 тыс. чел. (5,8 %), воевало 18 тыс. чел. (6,3 %);
Остальные войска — 1 млн. 274 тыс. чел. (29,7 %), воевало 77 тыс. чел. (27,2 %).
К 1941 году осталось 1 млн. 450 тыс. казаков (47 % от численности 1916 г.):
Донских — 680 тыс. (45 %);
Кубанских — 650 тыс. (48 %);
Терских — 120 тыс. (7 %).
После мобилизаций, репрессий и эвакуаций 1941—1942 гг., в оккупацию попало 1-1,05 млн казаков (31-34 % от численности 1914 г.), в том числе:

Донских — 500—540 тыс. чел., Кубанских — 440—480 тыс. чел., Терских — 80-100 тыс. человек.
Вывезено в Германию, умерло и погибло 0,1-0,2 млн казаков.
Отступило с немцами 0,28 млн казаков, это примерно 30-40 %.
В Первую мировую войну против Центральных держав воевало 6,5 % от казачьего населения юга России. Во Второй мировой войне, на стороне Третьего рейха против СССР, казаков воевало примерно столько же. Есть формальные основания на существование версии о втором этапе гражданской войны казачества против большевизма, проходившей внутри Второй мировой войны.

По данным С. М. Маркедонова, «через казачьи части на стороне Германии в период с октября 1941 по апрель 1945 гг. прошло около 80 000 человек, из которых, вероятно, только не более 15-20 тысяч человек не были казаками по происхождению». Согласно исследованиям В. П. Махно — 150—160 тыс. человек (из них до 110—120 тыс. казаки и 40-50 тыс. не казаки).
По данным, приведённым А. Цыганком, на январь 1943 года в германских вооружённых силах было сформировано 30 войсковых частей из казаков, от отдельных сотен до полков, общей численностью около 20 000 человек. По данным В. П. Махно, в 1944 году численность казачьих формирований достигла 100 тысяч: 15-й казачий кавалерийский корпус СС— 35-40 тыс.; в Казачьем Стане 25,3 тыс. (18,4 тыс. в боевых частях и 6,9 тыс. в частях обеспечения, нестроевые казаки и чиновники); Казачий резерв (Бригада Туркула, 5-й полк, батальон Краснова Н. Н.) — до 10 тыс.; в казачьих частях Вермахта, не переданных на формирование 1-й казачьей дивизии Вермахта (развёрнутой позже в 15-й корпус СС) 5-7 тыс.; в частях Тодта — 16 тыс.; в частях СД и помощники ПВО 3-4 тыс.; потери казаков на стороне Германии за войну составили 50-55 тыс. человек. По данным К. М. Александрова потери убитыми по всем гражданам СССР, служившим на стороне Германии, — 250—300 тыс.

## Судьба казаков
Основная масса выданных казаков (включая женщин) была отправлена в лагеря ГУЛаг, где значительная их часть погибла. Известно, в частности, о направлении казаков в лагеря Кемеровской области и Коми АССР с работой на шахтах. Подростки и женщины постепенно освобождались, часть казаков, в зависимости от материалов их следственных дел, а также лояльности поведения, переводилась на режим спецпоселения с той же работой. В 1955 году по указу Президиума Верховного Совета СССР «Об амнистии советских граждан, сотрудничавших с оккупационными властями в период Великой Отечественной войны» от 17 сентября, оставшиеся в живых в основном были амнистированы, жили и работали в СССР и не распространялись о своём боевом прошлом.

Меня на работу нигде не принимали. Полгода прожил у родной тёти. Но к тому времени я был женат и имел двух сыновей. Пришлось возвращаться в Прокопьевск и ещё шесть лет работать на строительстве шахт… Я же помалкивал о своём прошлом. Потом перешёл работать в Батайск в Ростов-Дон-Водстрой на автокран, где и проработал 35 лет до самой пенсии.

### Суд над генералами
Военная коллегия Верховного суда СССР объявила решение о казни Краснова П. Н., Краснова С. Н., Шкуро А. Г., Султана Клыч-Гирея, фон Паннвица Г., обоснование: «…вели посредством сформированных ими белогвардейских отрядов вооружённую борьбу против Советского Союза и проводили активную шпионско-диверсионную и террористическую деятельность против СССР».
Они были повешены в Лефортовской тюрьме 16 января 1947 года.
По сведениям Франсуа де Ланнуа, суд над генералами начался 15 января 1947 года в 18 часов 25 минут и проводился на закрытом заседании, без присутствия прокурора и без участия защитников, представляющих интересы генералов. После трёх часов процесса, в 21:25 заседание закрыли и возобновили 16 января 1947 года в 11:25. В 15:15 суд удалился на вынесение приговора. Приговор огласили в 19:39 и привели в исполнение в 20:45 во внутреннем дворе тюрьмы.

## Вопросы реабилитации
В 1996 году Главная военная прокуратура Российской Федерации посмертно реабилитировала генерала фон Паннвица (позже решение было отменено) на основании пункта «а» статьи 3 Закона РФ «О реабилитации жертв политических репрессий» от 18 октября 1991 года («Подлежат реабилитации лица, которые по политическим мотивам были: а) осуждены за государственные и иные преступления»).

Установлено, что генерал-лейтенант фон Паннвиц в период Великой Отечественной войны являлся гражданином Германии, военнослужащим немецкой армии и выполнял свои воинские обязанности. Данных о том, что фон Паннвиц или подчинённые ему части допускали зверства и насилия в отношении мирного советского населения и пленных красноармейцев, в деле не имеется.
Через пять лет, в 2001 году, после публикации в одном из российских СМИ, с санкции главного военного прокурора решение пятилетней давности было отменено. 28 июня 2001 года управлением Главной военной прокуратуры было вынесено заключение, что фон Паннвиц за совершённые преступные деяния осуждён обоснованно и реабилитации не подлежит. Одновременно Главной военной прокуратурой было признано, что справка о реабилитации фон Паннвица не имеет юридической силы.
С запросом о реабилитации других генералов обращались региональная общественная организация «Добровольческий корпус», журнал «Посев» и ряд частных лиц. В соответствии с заключением Главной военной прокуратуры об отказе в их реабилитации и определением Военной коллегии Верховного суда Российской Федерации от 25 декабря 1997 граждане Германии Краснов С. Н., Шкуро А. Г., Султан Клыч-Гирей, Краснов П. Н. и Доманов Т. И. признаны обоснованно осуждёнными и не подлежащими реабилитации.
17 января 2008 года депутат Государственной думы от партии «Единая Россия», атаман Всевеликого Войска Донского Виктор Водолацкий подписал приказ о создании рабочей группы по политической реабилитации атамана Краснова. По мнению заместителя войскового атамана по идеологической работе полковника Владимира Воронина, который входит в рабочую группу, Краснов не был предателем:

Краснов был казнён за предательство родины, хотя не являлся ни гражданином России, ни Советского Союза и никого не предавал.
Депутат Госдумы от «Справедливой России» Михаил Емельянов назвал инициативу казаков серьёзнейшей политической ошибкой, которая получит международный резонанс: «Казаки своими заявлениями существенно ослабляют позиции нашей дипломатии». Депутат Госдумы из фракции КПРФ Николай Коломейцев заявил, что казаки «специально создают шумиху накануне региональных выборов» и пообещал, «что даже попытка реабилитации этого человека вызовет массовые протесты».
28 января 2008 года Совет атаманов Всевеликого Войска Донского принял решение, в котором отмечалось:

…исторические факты свидетельствуют о том, что активный борец с большевиками в годы Гражданской войны, писатель и публицист П. Н. Краснов в годы Великой Отечественной войны сотрудничал с фашистской Германией <…> Придавая исключительную важность вышеизложенному, Совет атаманов решил: отказать в ходатайстве некоммерческому фонду «Казачье зарубежье» в решении вопроса о политической реабилитации П. Н. Краснова.
Сам Виктор Водолацкий заявил: «…факт его сотрудничества с Гитлером в годы войны делает совершенно неприемлемой для нас идею его реабилитации».
Имеется другая трактовка вопроса реабилитации лидеров Русского освободительного движения — в 1992 году Конституционный суд, разбирая дело КПСС, принял официальное постановление об отмене всех репрессивных приговоров, которые были вынесены партийными органами. В случае с Красновым, Паннвицом и их соратниками приговору Военной коллегии Верховного суда предшествовало постановление Политбюро ЦК ВКП(б); то есть принимало решение о вынесении смертного приговора Политбюро ЦК ВКП(б), а затем этот смертный приговор дублировался в заседании Военной коллегии Верховного суда.
Исходя из этого, историк Кирилл Александров считает, что реабилитация уже состоялась. При этом казаки вряд ли нуждаются в реабилитации — после переворота 1917 года они как могли боролись с ненавистным им большевистским режимом и в своей массе не раскаялись в этом в последующем. (См.: воспоминания казаков в сборниках Н. С. Тимофеева). Кроме того, поскольку Российская Федерация является правопреемницей СССР, реабилитация настоящих врагов советской власти от имени этой власти является абсурдом. По мнению Александрова, действительная реабилитация таких лиц станет возможна только тогда, когда в России будет дана юридическая оценка всем преступлениям, которые совершили большевики, начиная с 7 ноября 1917 года.

## Память
Умершие или убитые при выдаче СССР казаки были похоронены на особом кладбище, где в том же году при участии уцелевших при инциденте был поставлен каменный крест. В 1948 году архиепископ Стефан (Севбо) заменил крест на скромный памятник. В 1951 году на собранные пожертвования был воздвигнут мемориал, который освятил архиепископ Стефан 15 августа 1951 года.
В 1955 году в Русском доме в Нью-Йорке атаман Науменко организовал выставку, посвященную 10-летию лиенцского инцидента. Был изготовлен памятный нагрудный знак «Помни Лиенц».
В 1971 году на Свято-Владимирском кладбище в Нью-Джерси была сооружена часовня в память о выдаче казаков.
В Москве на территории храма Всех Святых находится «Мемориал Примирения народов России и Германии, воевавших в мировых войнах». Мемориал создан по инициативе троих православных ветеранов Великой Отечественной войны, которых поддержало «Товарищество ветеранов 15 кавалерийского корпуса СС». На территории мемориала была установлена плита, со словами: «Воинам Русского общевоинского союза, Русского корпуса, Казачьего Стана, казакам 15-го кавалерийского корпуса СС, павшим за веру и отечество» и перечисляются: фон Паннвиц, Краснов, Шкуро, Клыч и другие.
5 июня 2004 года состоялась траурная церемония и церковное поминовение атаманов и казаков 15-го казачьего кавалерийского корпуса СС и Казачьего Стана, членов их семей, насильственно выданных с 28 мая по 5 июня 1945 года английским правительством советскому. Траурная служба была проведена в храме Всех святых. Церемония была приурочена к 59-летию насильственной выдачи казаков. Затем состоялся крестный ход от храма Всех Святых до православной часовни во имя Преображения Господня на Всероссийском военном братском кладбище героев Первой мировой войны и жертв красного террора.
8 мая 2007 года, в преддверии Дня Победы, мраморная плита была разбита. По данному факту возбуждено уголовное дело по статье «Вандализм». Настоятель храма протоиерей Василий Баурин заявил, что данная плита не имеет никакого отношения к храму Всех Святых:

Мы сами были бы рады перенести эту плиту, поскольку не хотим участвовать ни в каких политических баталиях. Плита была установлена в конце прошлого столетия, но сейчас храм не имеет к ней никакого отношения.

В станице Еланской Ростовской области, на территории Мемориального комплекса, установлен бронзовый памятник казнённому атаману Краснову и установлено четыре креста, посвящённых трагическим событиям в истории казачества, один из них посвящён Лиенцу.
На кладбище казаков в Лиенце в 29 массовых могилах похоронено около 300 погибших. Каждый год 1 июня Русской православной церковью заграницей (РПЦЗ) на кладбище проводится панихида. В 2015 году на кладбище была построена часовня в память о похороненных здесь погибших во время выдачи.